# Nikifor (Konstandinu)
Nikifor, imię świeckie Georgios Konstandinu (ur. 1949 w Salonikach, zm. 28 lipca 2021 tamże) – grecki duchowny prawosławny w jurysdykcji Patriarchatu Aleksandrii, od 2010 metropolita Kinszasy.

## Życiorys
22 sierpnia 1971 przyjął święcenia diakonatu, a w 1978 prezbiteratu. 24 października 2010 otrzymał chirotonię biskupią.
Zmarł w 2021 r. na COVID-19.